# Казачево
Каза́чево (болг. Казачево) — село в Ловецькій області Болгарії. Входить до складу общини Ловеч.

## Населення
За даними перепису населення 2011 року у селі проживала 231 особа.
Національний склад населення села:
| Національність   | Кількість осіб | Відсоток |
| ---------------- | -------------- | -------- |
| болгари          | 189            | 91,3%    |
| цигани           | 14             | 6,8%     |
| Всього відповіли | 207            |          |

Розподіл населення за віком у 2011 році:
Динаміка населення: